# Franck Salomé
 (février 2025).
Si vous disposez d'ouvrages ou d'articles de référence ou si vous connaissez des sites web de qualité traitant du thème abordé ici, merci de compléter l'article en donnant les références utiles à sa vérifiabilité et en les liant à la section « Notes et références ».
Pour les articles homonymes, voir Salomé.
Franck Salomé (né à Strasbourg en 1965) est un scénariste, réalisateur et romancier français.

## Biographie
Après des études de lettres et de communication, il fait son service militaire au sein de la Télévision Française à Berlin. 
Dès 1988, il travaille dans l'audiovisuel, comme auteur ou comme réalisateur. 
En 1994, il réalise son premier court-métrage, Lettre morte, diffusé par Canal+. En 1996, son deuxième court-métrage voit le jour : Bien le bonjour Monsieur Georges est distribué en salles.
Aujourd'hui, il travaille essentiellement dans le secteur des programmes pour la jeunesse. De 1997 à 2019, il fut l'un des réalisateurs de l'unité jeunesse de TF1 (TF! puis TFOU), pour laquelle il a conçu et réalisé des programmes courts, des sketches, des interviews d'enfants et des clips musicaux.
En 2018, il publie son premier roman, un polar, Il a plu au Seigneur de rappeler à Lui.

## Scénariste
Scénariste, il a travaillé sur de nombreuses séries d'animation comme Le Petit Nicolas (M6), Bob et Scott (TF1), Kid Paddle (M6), Spirou et Fantasio (M6), Esprits Fantômes (TF1), Zap Collège (M6), La Petite Géante (Gulli), Les Enquêtes de Prudence Petitpas (TF1) et Les Chumballs (France 5), dont il a assuré la direction d'écriture, ou Wombat City II (France 2).
Il a également collaboré à la série inédite Les Enfants d'Okura (France 2).
En 2011, avec Fernando Worcel et Nicolas Sedel, il conçoit la série Cécile et Kevin dont il coécrit les scénarios. Cette série,diffusée sur TFOU parle avec humour du respect de l'autre et de la diversité.
Fin 2011 a été diffusée sur la chaîne éphémère La Chaîne du Père Noël la série "Chris et Mas, La Fabrique du Père Noël, coécrite par Franck Salomé, Fernando Worcel et Nicolas Sedel. Ces 24 épisodes de 2 min mettent en scène deux rennes au pays du Père Noël et sont réalisés en marionnettes. Une nouvelle saison écrite par le même trio est diffusée en 2012.
En 2014, il participe en tant qu'auteur à la nouvelle série Calimero produite par Gaumont Animation pour TF1. 
En 2015, il participe à l'écriture de Pirata & Capitano, pour France Télévision et de la cinquième saison de Grabouillon, pour Canal +. 
En 2016, il s'associe avec Fernando Worcel et Nicolas Sedel pour concevoir et écrire deux séries pour la télévision : Les Aventures de Zoé & Milo, pour France Télévision et surtout Gigantosaurus, produite par Cyber Group Studio pour Disney et France Télévision.  

## Réalisateur
Son activité de réalisateur l'amène également à aborder le domaine du documentaire. En 2007, il a réalisé Un mur à Jérusalem, un film dénonçant les abus de la barrière dite de sécurité construite par Israël. Le film montre comment cette barrière cherche à annexer les terres au mépris de la vie des Palestiniens.
En 2008, il a réalisé République démocratique du Congo, entre désespoir et des espoirs. Ce film fait le point sur un certain nombre de tragédies vécues par les congolais (Sida, enfants des rues, accès à l'eau potable, femmes violées, etc.) mais aussi sur les solutions de terrain mises en place par la société civile du pays.
En 2009, TFOU, l'unité jeunesse de TF1 lui a confié la réalisation du clip musical d'image de la chaîne Tu vas danser le Tfou !.
TFOU lance en 2010 une série de 13 programmes courts regroupés sous le titre "Bien manger c'est bien joué". Six épisodes sont réalisés par Franck Salomé. La série, lancée en partenariat avec la Fondation du sport, met en lumière 13 messages nutritionnels à travers le portrait de 13 sports pratiqués par des enfants. Des sportifs de haut-niveau (Jean-Philippe Gatien, Fabien Pelous ou encore Émilie Gomis) apportent leur éclairage de champion.
Son documentaire, Soudan, terre en partage est sorti en février 2011. Il fait le point sur la situation du pays au moment du vote de la partition et de ses possibles conséquences sur l'avenir.
En 2011 est également sortie Cécile et Kevin, une série de 20 épisodes traitant avec humour et fantaisie de la diversité. Cette série diffusée par TFOU et soutenue par l'UNICEF est coréalisé par Franck Salomé, Fernando Worcel et Nicolas Sedel. La série a remporté le Prix Media Enfance Majuscule en 2013.
En 2013, il a réalisé un documentaire sur Jean Rodhain et le Secours Catholique, retraçant en 52 minutes, l'histoire de l'association et de son fondateur. Le film est diffusé sur KTO en avril 2014.
En 2014, il conçoit un nouveau documentaire, Palestine, la case prison, sur l'usage par l'État d'Israël de la prison comme outil de contrôle politique. Tourné en Cisjordanie et en Israël en juin 2014, le film est sorti dans le courant du mois de septembre. 

## Romancier
En 2018 sort Il a plu au Seigneur de Rappeler à Lui. Ce polar, de 260 pages est le premier roman de Franck Salomé.

## Filmographie sélective
- 1994 : Lettre morte[1]
- 1996 : Bien le bonjour Monsieur Georges !
- 1996 : Tempo solo
- 2002 : Pleins feux (scénario cinéma)
- 2002 : Esprits fantômes (scénario - TF1)
- 2004 : Les Enquêtes de Prudence Petitpas (scénario et direction d'écriture - TF1)
- 2005 : Kid Paddle (scénario)
- 2006 : 21 avril 2160
- 2006 : Spirou et Fantasio (scénario- M6)
- 2007 : Les Chumballs (Développement, scénario et direction d'écriture)
- 2007 : Un mur à Jérusalem
- 2008 : RDC, entre désespoir et des espoirs
- 2009 : Le Petit Nicolas (scénario - M6), Petite Géante (scénario - Gulli), Les Chumballs (scénario - France 5), Clip Tfou 2009 (paroles de la chanson et clip)
- 2010 : Soudan, une terre en partage (sortie début 2011), Tfou, c'est ta planète (clip d'image de la chaîne)
- 2011 : Cécile et Kevin (sortie novembre 2011) - 20 × 2 min (Diffusion Tfou / Production Kalos et Made in PM)
- 2012 : Chris & Mas, la fabrique du Père Noël (Écriture des saisons 1 & 2 - La Chaîne du Père Noël)
- 2013 : Mia (scénarios - Tiji),
- 2014 : Jean Rodhain et le Secours Catholique (diffusion KTO), Palestine, la Case prison (58 min)
- 2014 : Calimero (scénarios - TF1)
- 2015 : Grabouillon (scénarios - Canal +), Pirata et Capitano (France Télévision)
- 2016 : Les Aventures de Zoé & Milo (Création, développement & scénarios - France Télévision - Made in PM)
- 2017 : Gigantosaurus (Développement & scénarios - France TV / Disney Channel), Sadie Sparks (Disney Channel)
- 2018 : Roboats (Développement et scénarios - France TV / Bee Prod) - Abraca (Ankama / France TV)
- 2019 : Nefertine (RAI / Cyber Group Studios) / Anatane et les enfants d'Okura (France TV - Les Films de la Perrine)